# Автошлях E804
Європейський маршрут 804 (E 804) — європейський маршрут, що пролягає через Іспанію в напрямку північ-південь. Він починається в Більбао і закінчується в Сарагосі. На своєму шляху він перетинає Країну Басків, Ла-Ріоху, Наварру та Арагон.

## Маршрут
Починаючи від розв'язки з E 70, E 804 проходить весь маршрут ідентично іспанській автомагістралі АP-68 і тому платний. По-перше, E 804 проходить у південному напрямку через Арета та Альтубе до Міранда-де-Ебро. Там вона перетинається з E 80 (AP-1), а потім продовжує рух у південно-східному напрямку до Логроньо, Тудели та Галлура, доки не закінчується на розв'язці з E90 біля Сарагоси.